# Buk

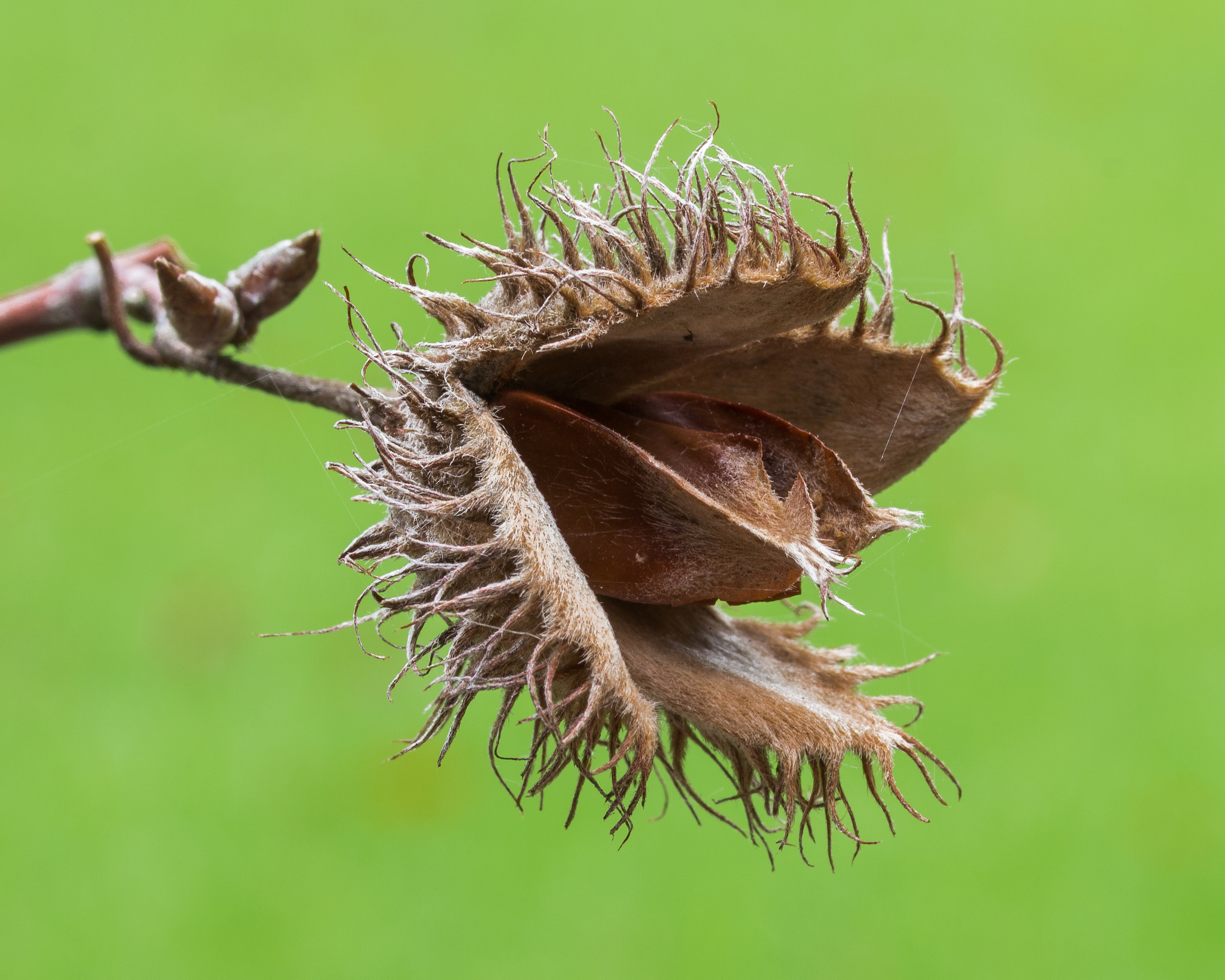
Bukiew – owoc buka zwyczajnego

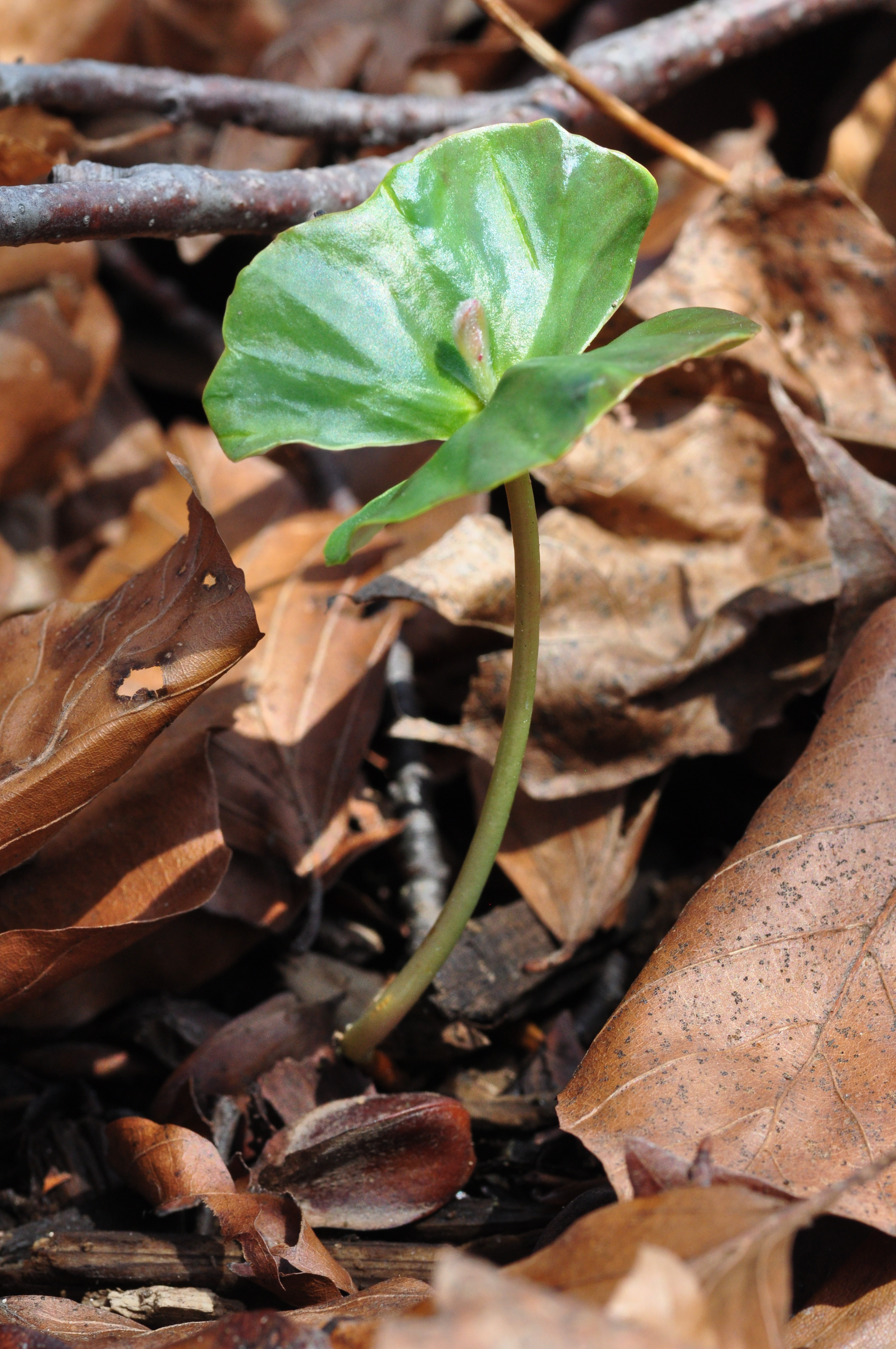
Siewka buka zwyczajnego

Buk (Fagus L.) – rodzaj drzew z rodziny bukowatych. Wyróżnianych jest w jego obrębie zwykle 10–11 gatunków. Występują one głównie w strefie umiarkowanej na półkuli północnej, najdalej na południe sięgając do Meksyku i Wietnamu. W Ameryce Północnej rośnie jeden gatunek – buk wielkolistny, w Europie obecne są dwa – buk zwyczajny i wschodni (w Polsce występuje w stanie naturalnym tylko ten pierwszy), pozostałe gatunki rosną w Azji Wschodniej. Są to ważne drzewa leśne w strefie umiarkowanej, w strefie międzyzwrotnikowej ograniczające się do występowania w lasach górskich.
Buki są istotnym źródłem surowca drzewnego, zwłaszcza wielkolistny w Ameryce Północnej oraz gatunki europejskie. Buki, zwłaszcza w odmianach o oryginalnym pokroju, kształcie i barwie liści są popularnie uprawiane jako rośliny ozdobne.

## Morfologia
PokrójDrzewa osiągające wysokość do 40–50 m (buk zwyczajny i wschodni), 30–40 m (buk wielkolistny i japoński), pozostałe są niższe, często wielopniowe i nisko rozgałęzione. Kora jest cienka, gładka, szara lub popielata. Występują krótko- i długopędy. Pąki są wrzecionowate – długie i ostro zakończone.
LiścieSezonowe, skrętoległe, wsparte przylistkami, które szybko odpadają. Blaszki są cienkie, w pączku złożone, jajowate, eliptyczne i odwrotnie jajowate, o długości od 6 do 12 cm, rzadko do 16 cm. Najczęściej całobrzegie, rzadziej faliście karbowane lub ząbkowane. Użyłkowanie jest pierzaste, nerwy boczne są liczne, proste, równoległe i nierozgałęzione, dochodzą do ząbków na brzegu blaszki lub skręcają przed brzegiem ku wierzchołkowi. Młode liście, nerwy i brzegi liścia są pokryte w różnym stopniu jedwabistymi włoskami.
KwiatyJednopłciowe, męskie i żeńskie wyrastają w osobnych kwiatostanach, ale na tych samych drzewach (rośliny są jednopienne). Kwiatostany rozwijają się w kątach liści, męskie – w jajowatych główkach lub pęczkach na wiotkich, zwisających szypułach. Kwiaty męskie składają się z 4–7 zrastających się działek kielicha, korony brak, długich pręcików jest 6 do 16. Kwiaty żeńskie zwykle wyrastają parami, są krótkoszypułkowe, wsparte kupulą (okrywą), trój- lub czterodzielną. Szyjki słupka są trzy, cienkie, odgięte.
OwoceBukiew: 1, 2, rzadko 3 trójgraniaste orzeszki, zamknięte w okrywie pokrytej kolczastymi lub listkowatymi wyrostkami. Okrywy drewnieją osiągając u różnych gatunków zwykle od 1 do 2,5 cm, ale u kilku są wyjątkowo długie i cienkie osiągając do 10 cm (np. u buka Englera i japońskiego). Kształt i wielkość okryw oraz budowa pokrywających je wyrostków są ważnymi cechami diagnostycznymi przy oznaczaniu gatunków.

## Systematyka
Pozycja systematyczna
Rodzaj stanowi klad bazalny rodziny bukowate z rzędu bukowców. W obrębie rodziny wyodrębniany do monotypowej podrodziny Fagoideae K. Koch.
Wykaz gatunków
- Fagus chienii W.C.Cheng
- Fagus crenata Blume – buk karbowany
- Fagus engleriana Seemen ex Diels – buk Englera
- Fagus grandifolia Ehrh. – buk wielkolistny, buk amerykański
- Fagus hayatae Palib. ex Hayata
- Fagus japonica Maxim. – buk japoński
- Fagus lucida Rehder & E.H.Wilson – buk lśniący
- Fagus multinervis Nakai
- Fagus orientalis Lipsky – buk wschodni
- Fagus sinensis Oliv.
- Fagus sylvatica L. – buk zwyczajny
- Fagus × taurica Popl. – buk pośredni

W strefie umiarkowanej półkuli południowej występuje rodzaj bukan (Nothofagus) nazywany bukiem południowym, którego przedstawiciele dawniej włączani bywali do rodzaju Fagus (podobnie jak rodzaj kasztan Castanea).

## Zastosowanie
Buki sadzone są jako rośliny ozdobne, zwłaszcza w odmianach, których szczególnie dużo (różniących się pokrojem, kształtami i barwą liści) wyhodowano w przypadku buka zwyczajnego. 
Drzewa tego rodzaju są ważnym źródłem cenionego surowca drzewnego. Drewno bukowe było stosowane w wielu historycznych wyrobach techniki, należały do nich m.in. bardziej obciążone części wozów konnych (szprychy i dzwona kół, luśnie [wzmocnienie osi], rozwory [drągi do regulacji rozstawu osi], osady dyszla i dyszle), elementy amortyzujące karet, ramy, panewki w łożyskach ślizgowych, koła zębate i pasowe (zwłaszcza do maszyn młyńskich i rolniczych), części szkutnicze (stępki i nadbudówki statków, wiosła żeglarskie), elementy pługów, kratownice i zęby bron, podzespoły obrabiarek do drewna, płyty robocze stołów stolarskich i ciesielskich do ręcznej obróbki drewna. Obecnie jest szeroko wykorzystywane w meblarstwie (ramy mebli tapicerowanych, części mebli giętych), stanowi też podstawowy składnik sklejki brzozowo-bukowej, która znajduje zastosowanie w motoryzacji (elementy konstrukcyjne siedzeń autobusowych, skrzynie ładunkowe pojazdów dostawczych) i w modelarstwie. Obróbka buku wymaga starannego odpylania, ponieważ pyły drewna bukowego są uważane za rakotwórcze. 
Nasiona buków są jadalne i uznawane za smaczne.